# Torrelles de Foix
Pour les articles homonymes, voir Torrellas (homonymie) et Torrelles.
Torrelles de Foix (Torrellas de Foix en espagnol) est une commune de la province de Barcelone, en Catalogne, en Espagne, de la comarque de l'Alt Penedès.